# Vorderhufen
Vorderhufen war ein Stadtteil von Königsberg (Preußen). Er lag nordwestlich vom Tragheim und zwischen Mittelhufen im Westen sowie Palwehof und Maraunenhof im Osten.

## Name
Eine Hufe war ein landwirtschaftliches Flächenmaß.

## Geschichte
Die Hufen dehnten sich vor dem Steindammer Tor aus. Die Schroetter-Karte von 1802 zeigt diese drei Hufen-Stadtteile (Hufen, Vorderhufen und Mittelhufen) noch gänzlich unbebaut und nur aus Wiesen bestehend. Lediglich die Vorderhufen zeigen eine schwache Besiedlung entlang der Straße nach Cranz. 1885 wurden die Landgemeinde Vorderhufen, die Gutsbezirke Carolinenhof und Rathshof in die Stadt eingemeindet.
Hier lagen der Nordbahnhof, der Güterbahnhof, die Samlandbahn AG, die Deutsche Ostmesse, die Landwirtschaftskammer, das Neue Schützenhaus und die berühmte „Klopsakademie“ im sogenannten „Musikerviertel“, in dem die Straßen nach Komponisten benannt worden waren.